# 一般化算術数列
数学における多重算術数列, 一般化算術数列（いっぱんかさんじゅつすうれつ、英: generalized arithmetic progression）または多次元算術数列は、自然数からなる有限多重数列であって、各変数に対応する成分がどれも算術数列（公差はそれぞれで異なってよい）となるものを言う。そのような多重数列全体の成す集合を線型集合 (linear set) とも呼ぶ。
例えば、初項 17 に 3 の倍数または 5 の倍数を繰り返し加えたものは多重算術数列を成す。式で書けば、c, d1, d2, … は自然数の定数として、k1, k2, … は適当な範囲 0 ≤ ki < ni (∏i ni =: n) を動く自然数変数とするとき、
{\displaystyle x_{k_{1},k_{2},\dotsc ,k_{j}}:=c+k_{1}d_{1}+k_{2}d_{2}+\cdots +k_{j}d_{j}}
が有限多重算術数列である。取りうる添字の数 j をこの多重数列の次元 (dimension) と言う。
より一般に、集合 L = L(C; P) は
{\displaystyle x=(x_{k_{1},k_{2},\dotsc ,k_{j}});\;x_{k_{1},k_{2},\dotsc ,k_{j}}=c+\sum _{i=1}^{j}k_{i}d_{i}\quad (c\in C;\;d_{i}\in P,\,k_{i}\in \mathbb {N} )}
なる形の Nn の元 x 全体の成す集合とする。L が線型集合であるとは、C がただ一つの元からなり、かつ P が有限となるときに言う。
Nn の部分集合が半線型集合 (semilinear set) であるとは、それが有限個の線型集合の交わりに書けるときに言う。半線型集合の全体はちょうどプレスバーガー算術における定義可能 (definable) な集合の全体に一致する。